# Szczodre

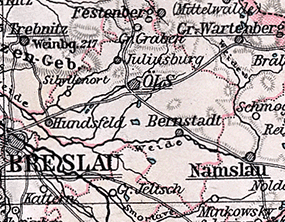
Sibyllenort (w lewej części mapy) i inne miejscowości na mapie Śląska z 1905 r.

Szczodre (do roku 1945 niem. Sibyllenort) – wieś w Polsce położona w województwie dolnośląskim, w powiecie wrocławskim, w gminie Długołęka. Leży na Nizinie Śląskiej, 18 km od Wrocławia. We wsi znajduje się szkoła podstawowa, ochotnicza straż pożarna, ośrodek dla bezdomnych im. Brata Alberta.
Według Narodowego Spisu Powszechnego liczyło 1243 mieszkańców. Jest piątą co do wielkości miejscowością gminy Długołęka.

## Przynależność administracyjna
14 lutego 1874 utworzono Amtsbezirk Sibyllenort, dystrykt – powiat Szczodre obejmujący wsie: Szczodre, Długołęka, Domaszyn i Byków oraz majątki ziemskie Szczodre, Domaszczyn i Byków. Administratorem nowo utworzonego powiatu został kapitan Fuchs, a 3 grudnia 1880 Amtsrat Bayer. W latach 1945–1951/1954 wioska administracyjnie przynależała do gminy Zakrzów w powiecie oleśnickim. W latach 1975–1998 miejscowość administracyjnie należała do województwa wrocławskiego.

## Historia
Miejscowość ta powstała z połączenia dwóch odrębnych wsi. Jedna z nich o nazwie (niem.) Raztelwitz – istniała już w XIII wieku; drugą – Neudorf wymienia się w dokumentach z 1516 r. W czasie wojny trzydziestoletniej Raztelwitz zostało poważnie zniszczone. Połączone Raztelwitz i Neudorf otrzymały w 1693 roku nazwę Sybillenort. Nazwa ta wywodzi się od imienia Sybilli – żony Krystiana Wirtemberskiego, księcia oleśnickiego, który wybudował w Szczodrem pałac w stylu renesansowym. W miejscowości znajdował się browar pałacowy – Schlossbrauerei. Po II wojnie światowej nazwę spolszczono na Sybilin i dopiero w końcu lat 40., Komisja Ustalania Nazw Miejscowości i Obiektów Fizjograficznych nadała wsi obecną nazwę Szczodre.
W 1963 istniało tu izolatorium podczas epidemii ospy we Wrocławiu.

## Właściciele wsi
- Johann Westefall (początek XV w.)
- Steffen von Borsnitz (1528 r.)
- Rodzina Domnig z Wrocławia (lata 1541–1571)
- Wdowa po Dawidzie Domnigu – Katharina z domu von Kottulińska (1571 r.)
- Szczodre dziedziczy jej córka z drugiego małżeństwa – Katharina Hellman
- Katharina Hellman wychodzi za mąż za Hansa von Gaffrona.
- Po śmierci męża Katharina von Gaffron w wyniku sądowego podziału majątku staje się właścicielką Szczodrego (1602 r.)
- Georg Wilhelm von Reibenbaben und Radlan (lata 1612–1629)
- Bernard von Waldau (1647 r.)
- Córka Georga Wilhelma von Reibenbaben und Radlan Helena Sydonia von Reibenbaben po mężu Bernardowa von Waldau odstępuje wieś kuzynowi Hansowi Joachimowi von Gaffron (1653 r.)
- Baltazar Wilhelm von Gaffron (1679 r.)
- Chrystian Ulryk – książę oleśnicki z dynastii wirtemberskiej (1685 r.)
- Żona Chrystiana Ulryka – Sybilla Maria (1693 r.)
- Karol Fryderyk II (1704 r.)
- Karol Chrystian Erdmann (1745 r.)
- Fryderyk August (1792 r.)
- Fryderyk Wilhelm „Czarny Książę” (1805 r.)
- Karol II (1815 r.)
- Wilhelm (1826 r.), książę Brunszwiku, zmarł w Szczodrem
- Albert I (1884 r.) – król Saksonii, zmarł w Szczodrem
- Jerzy I (1902 r.) – król Saksonii
- Fryderyk August III Saski (1904 r.) – ostatni król Saksonii, zmarł w Szczodrem w 1932 r.

## Zabytki
Do wojewódzkiego rejestru zabytków wpisane są:
- zespół pałacowy (dawniej pałac Sybilli), z lat 1851–1867:
  - skrzydło pałacu, obecnie dom nr 42
  - oficyna, obecnie dom nr 44
  - park z lasem
  - ogrodzenie murowane z bramą, z kratą i lwami
- pałac, obecnie dom, ul. Trzebnicka 28 (dawniej nr 55), wybudowany w latach 1880–1895. Podczas ostatniej w Polsce epidemii ospy w 1963 roku, w tym pałacu – dawnym budynku konsulatu Szwecji, zorganizowano szpital epidemiczny i ośrodek kwarantanny.
- willa, obecnie szkoła, ul. Trzebnicka 42 (dawniej nr 16), z 1890 r.

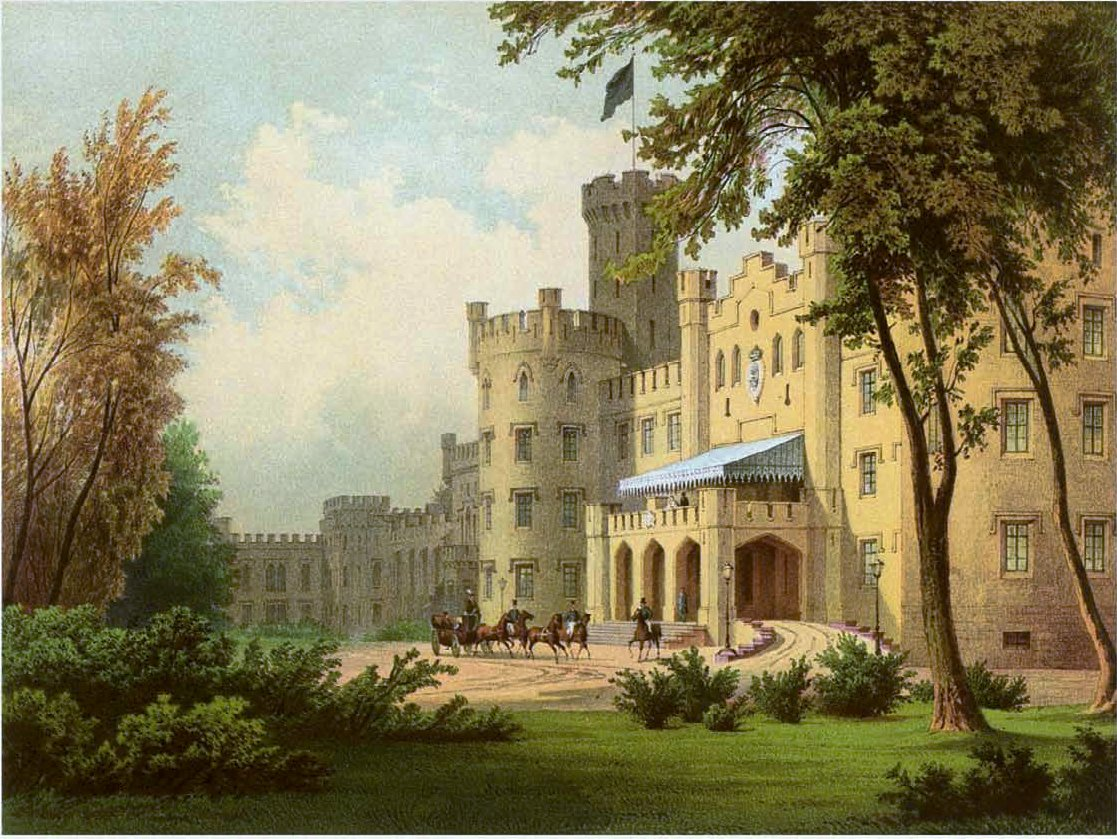
Pałac w Szczodrem, II połowa XIX w.
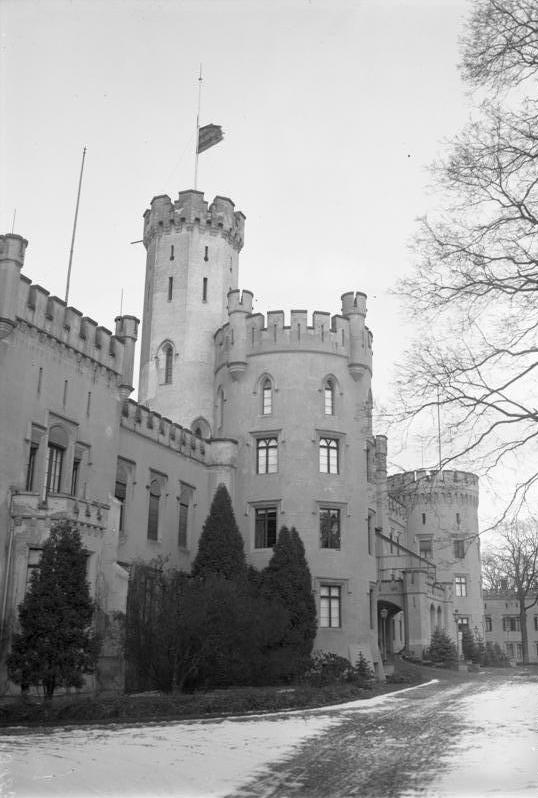
Pałac w 1932 r.
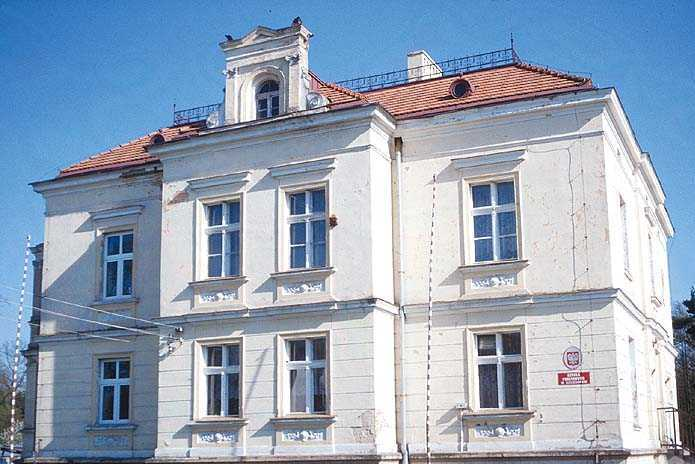
Szkoła podstawowa

## Szlaki turystyczne
- Szlak dookoła Wrocławia im. doktora Bronisława Turonia
- Szlak pieszy Długołęka – Krotoszyn[8]